# Мандинка
Мандинка (познати още като мандингас, мандинго, малинке, малинка, маненка, манденка, манденга, мандинко) е една от най-големите етнически групи в Западна Африка, с общо население от над 13 милиона души.
Те са най-многобройните представители на групата народности манде, към които принадлежат бамбара, диула, сонинке и бозо. Те са преките наследници на Империята Мали, която достига своя апогей по време на управлението на крал Сундиата Кейта. Около 5,3 милиона души говорят езика мандинка, който е част от езиковата група манде, която от своя страна принадлежи към езиковото семейство нигер-конго. Доминиращата религия е ислямът, изповядван от 99% от мандинка, но често смесван с местни традиционни вярвания и анимизъм.
Мандинка живеят предимно в Западна Африка, като съществени групи има в Гамбия, Гвинея, Мали, Сиера Леоне, Кот д'Ивоар, Сенегал, Буркина Фасо, Либерия, Гвинея Бисау, Нигер, Мавритания и Чад. Въпреки широкото си разпространение единствено в Гамбия мандинка са най-голямата етническа група.
Повечето живеят в обединения от няколко големи семейства, установени най-често в традиционни села. Селата на мандинка имат значителна автономност, управлявани от вожд или съвет на възрастните. Повечето мандинка не могат да пишат или четат на официалните езици в страните, където живеят. За езика мандинка се използват латински букви или арабската азбука, като втората се владее от около половината от възрастното население. Овладяването на арабската писменост е възможна основно чрез множеството религиозни училища, където децата учат Корана на арабски.
За родина на мандинка се счита сегашната територия на Мали, където през 13 век те създават Империята Мали, която се простира над значителна част от Западна Африка. Мандинка постепенно започват да се разселват западно от течението на река Нигер, търсейки по-добри условия за живот. През 18 век по време на серията от конфликти с Кралство Фута Джалон, територия на народа фулбе, повече от половината мандинки приемат исляма, който скоро се превръща в единствената религия. През 16, 17 и 18 век около една трета от всички мандинка са поробени и изпратени в Америките. Съществена част от сегашното афроамериканско население, живеещо в САЩ, произхожда от мандинка.
Счита се, че мандинка са дошли от източна Сахара и Сахел, а там – от предпланините на Арабия, но не е ясна кога. Свидетелство за това са устните предания на мандинка, в които се казва „Дойдохме от Тимбукту в земите на Мандинка: арабите бяха нашите съседи… Всички Мандинка се заселиха от Мали до Каабу.“ Toby Green (2011). The Rise of the Trans-Atlantic Slave Trade in Western Africa, 1300 – 1589. Cambridge University Press. pp. 35. Един от най-известните мандинка е Калу „Джеймс“ Осинава, който е служил като санитар в редовете на британската армия по време на Първата световна война и спасява чрез кръвопреливане няколко войника след битката при Сома. Получава медал за храброст. Неговия правнук Менде Осинава е прочут биолог, който се грижи за известната ботаническа градина на мандинка край река Нигер.
Мандинка са в постоянен спор за земи със съседните бамбара.